# 2024 en jeu
Pour les articles homonymes, voir 2024 en jeu vidéo.
Chronologie du jeu
- 2020
- 2021
- 2022
- 2023
- 2024
- 2025
- 2026
- 2027
- 2028

Cet article présente les faits marquants de l'année 2024 concernant le jeu.

## Évènements
- 23  au 25 février : 37e édition du Festival international des jeux à Cannes[1]. Le jeu Trio, jeu de cartes, remporte l'As d'or 2024[2].

## Sorties

### Jeux de rôle
Liste constituée à partir de cette source : Le Guide du rôliste galactique (livres de base ou kits de démarrage)
- Arkham Horror, le jeu de rôle (Edge Studio)
- Arzium (Red Raven)
- Babel (Les XII Singes)
- Célestopol 1922 (Antre Monde Éditions)
- Chants de Tindalos (Les) (Walpurgis Editions)
- Chimère (Evil Books studio)
- Chroniques de Vaelran (Les) (Odonata éditions)
- Cthulhu Tenebris (Les XII Singes)
- Devâstra – Transcendance (Antre Monde Éditions)
- Discworld (Modiphius/Arkhane Asylum Publishing)
- Engrenages (Lulu.com)
- Garbage & Glory (Wet Ink Games)
- Gardiens de l'Ether (Les) (Odonata éditions)
- Heist (The) (Antre Monde Éditions)
- Hollows (Rowan, Rook and Decard Ltd)
- Hypnos (auto-édition)
- LaLaLand of the Dead (auto-édition)
- Legend in the Mist (Son of Oak)
- MAGNA (Les XII singes)
- Malleus (auto-édition)
- Marchebranche (Dystopia Workshop)
- :Otherscape (Son of Oak)
- Profiler (auto-édition)
- Runescape Kingdoms (Steamforged Games)
- Shadow Scar (R. Talsorian Games)
- Susanoo (Collectif Cherche-Rêves)
- Teenage Thunder Fever (auto-édition)
- Tel Ulysse (Fondations de l'Imaginaire)
- Terror Target Gemini (Need Games)
- Voltige (Éditions Dérivantes)

## Récompenses
| Récompense                             | Jeu                     | Auteur(s)                                                              | Éditeur(s)            |
| -------------------------------------- | ----------------------- | ---------------------------------------------------------------------- | --------------------- |
| As d'or 2024 Jeu de l'année            | Trio                    | Kaya Miyano/illus. Laura Michaud                                       | Cocktail Games        |
| As d'or 2024 Jeu de l'année « Enfant » | Mon Puzzle Aventure     | Antonin Boccarra & Romaric Galonnier/illus. Arnaud Boutle              | Blackrock Games       |
| As d'or 2024 Jeu de l'année « Initié » | Far Away                | Johannes Goupy & Corentin Lebrat/illus. Maxime Morin                   | Blackrock Games       |
| As d'or 2024 Jeu de l'année « Expert » | La Famiglia             | Maximilian Maria Thiel/illus. Weberson Santiago                        | Super Meeple          |
| GRoG d'Or 2024                         | City of Mist            | Bri/Noble A. DraKoln/Christopher J. Gunning/Amít Moshe/Yaniv Rozenblat | Son of Oak/Barbu Inc. |
| GRoG d'Argent 2024                     | Thoan (Abstract Donjon) | Stéphane Arnier-Lilja/Nicolas Maille/Cyril Pasteau                     | Éditions Mnémos       |

## Décès
- 1er janvier 2024 (83 ans) : James Herbert Brennan[5],[6],[7], écrivain britannique et auteur de livres dont vous êtes le héros
- 10 janvier 2024 (67 ans) : Jennell Jaquays[8], conceptrice de jeux, artiste de jeux vidéo et illustratrice américaine de jeux de rôle sur table
- 18 mars 2024 (72 ans) : James M. Ward[9],[10], concepteur de jeux et auteur de fantasy américain, connu surtout pour son travail chez TSR
- 1er avril 2024 (60 ans) : Anne Vétillard[11], conceptrice et traductrice française de jeux de rôle sur table, spécialiste du jeu de rôle grandeur nature
- 31 octobre 2024 (85 ans) : Greg Hildebrandt[12], illustrateur américain, spécialiste du Seigneur des anneaux de Tolkien,  ayant notamment œuvré, avec son frère jumeau Tim — mort en 2006 —, sur Magic : l'Assemblée le jeu de cartes à collectionner de Wizards of the Coast